# 李根
李 根（リ・グン、朝鮮語: 리근、1946年7月7日 - ）は、朝鮮民主主義人民共和国の外交官。元駐ポーランド大使。

## 経歴
咸鏡南道出身。金日成総合大学独文学科卒。人民武力部対外事業局指導員、駐ジンバブエ北朝鮮大使館駐在武官、外務省米州局課長・副局長、国際連合駐在代表部次席大使、第1・2・3・6次六者会合次席代表、外務省米国局長、第4次六者会合1段階会議次席代表などを務めた。2015年2月より駐ポーランド北朝鮮大使を務め、帰国した。後任には崔日が選ばれた。